# Cosmoscarta lateralis
Cosmoscarta lateralis är en insektsart som beskrevs av Jacobi 1927. Cosmoscarta lateralis ingår i släktet Cosmoscarta och familjen spottstritar. Inga underarter finns listade i Catalogue of Life.